# Nový Dvůr (Chrášťany)
Nový Dvůr (Duits: Neuhof) is een dorp in de gemeente Chrášťany in de regio Midden-Bohemen en maakt deel uit van het district Rakovník. Het dorp ligt op 2 km afstand van Chrášťany.

## Geschiedenis
De eerste schriftelijke vermelding van het dorp dateert uit 1785.

## Galerij

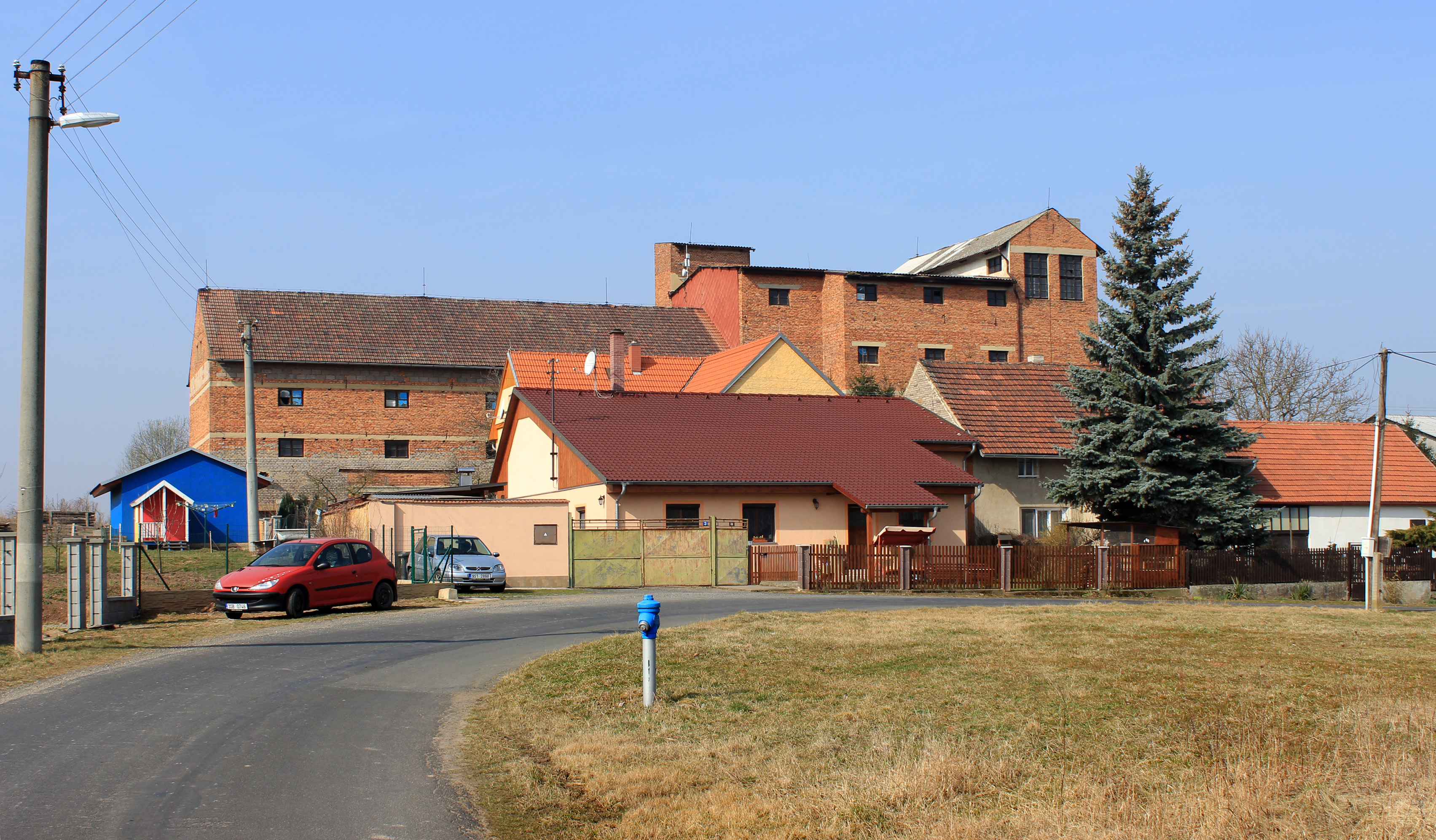
Boerderij aan de westkant van het dorp
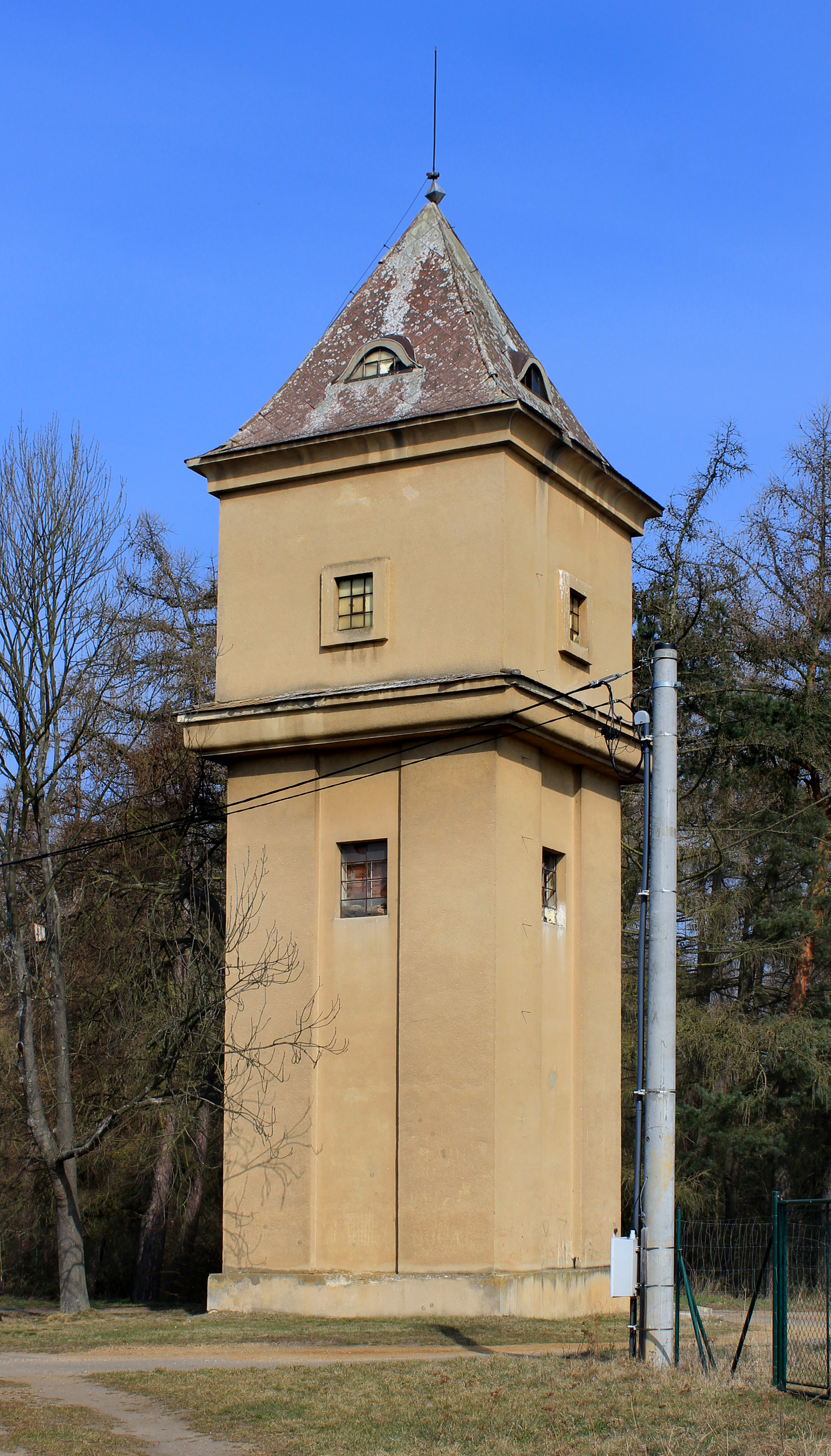
Transformatorhuisje
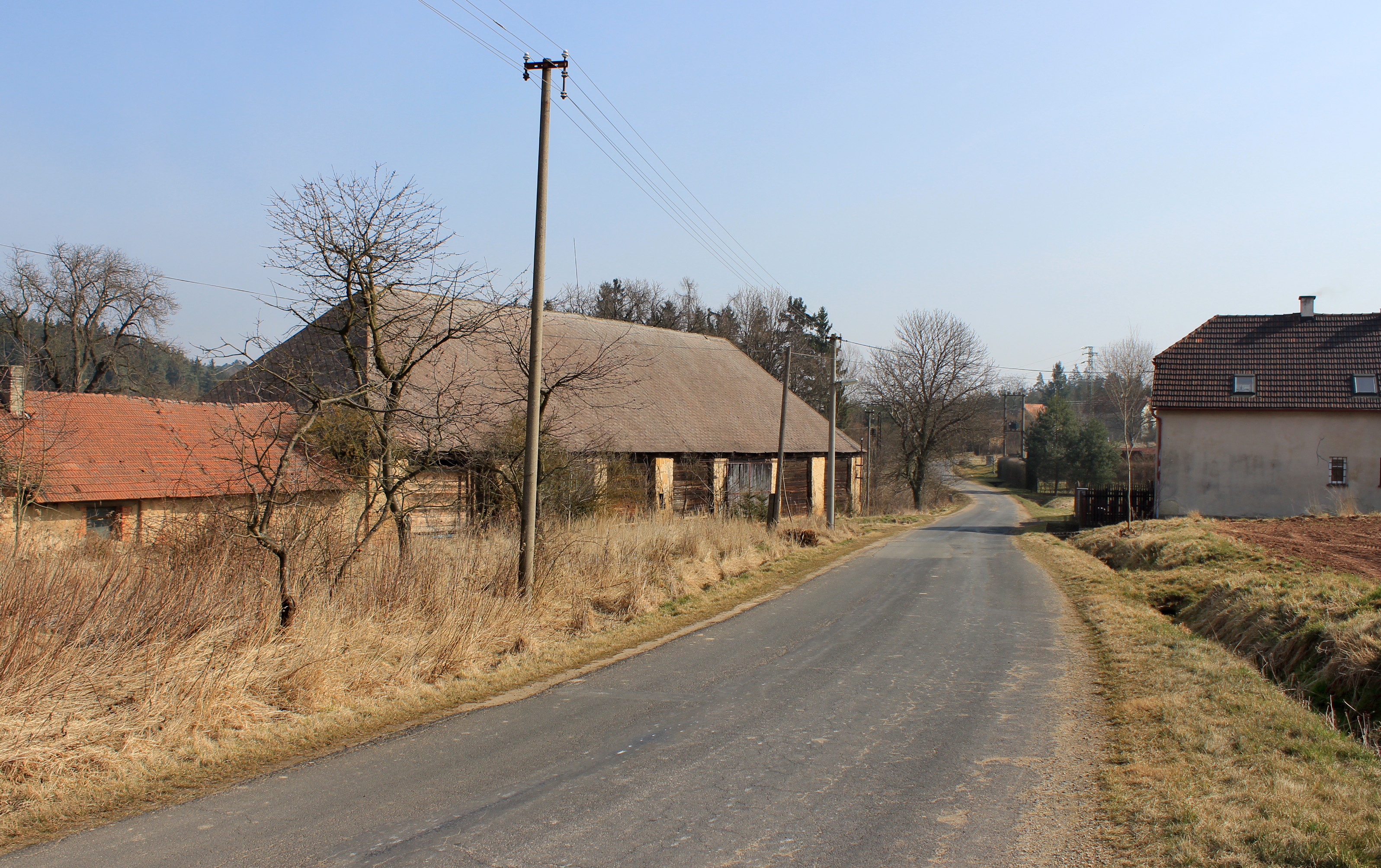
Oude boerderij in het dorp
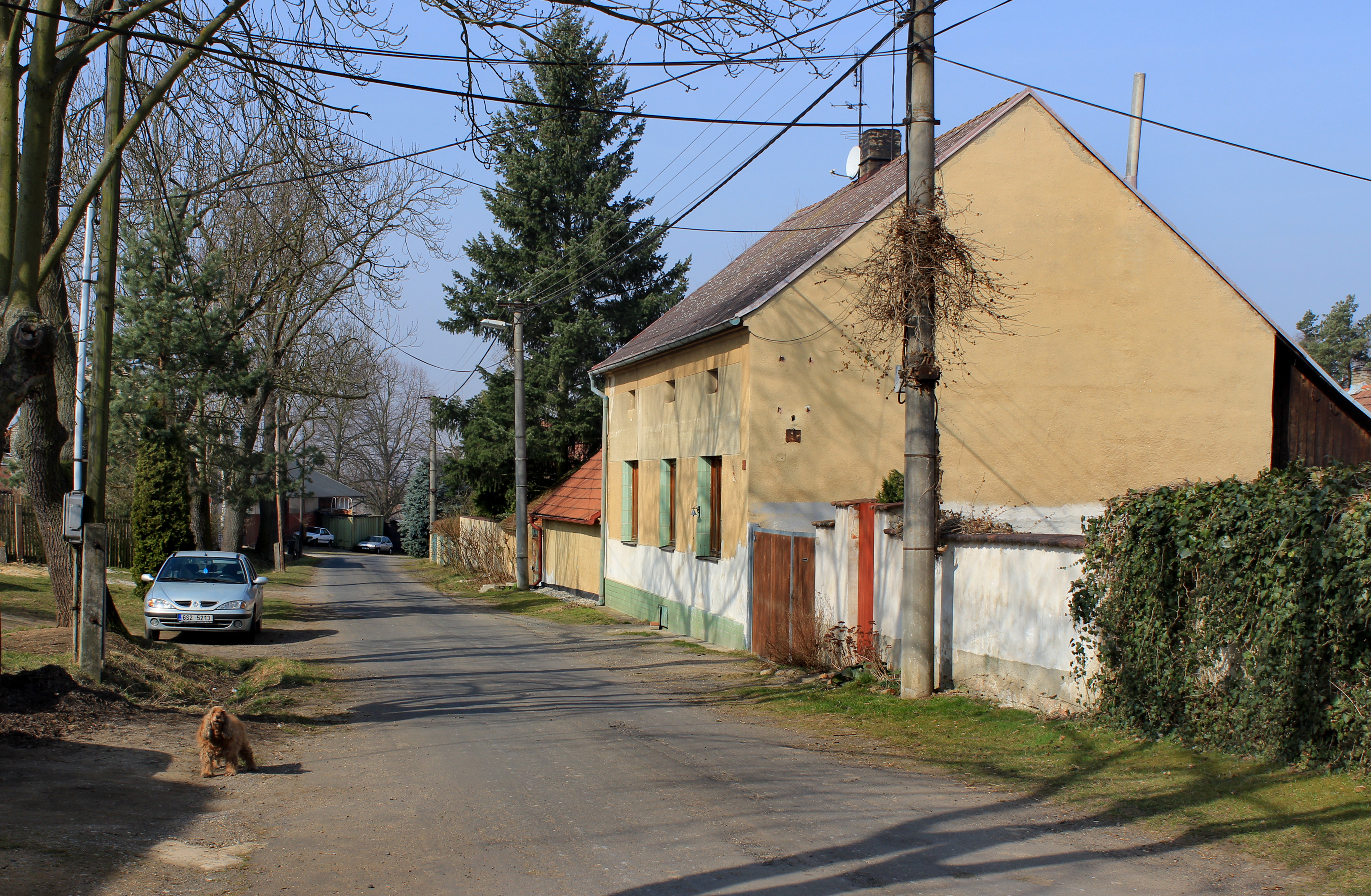
Straat in Nový Dvůr